# Branko Bauer
Branko Bauer (né le 18 février 1921 à Dubrovnik et décédé le 11 avril 2002 à Zagreb) est un réalisateur et scénariste yougoslave puis croate. Il est considéré comme l'une des grandes figures du cinéma narratif croate et yougoslave des années 1950.

## Biographie
Né à Dubrovnik, Branko Bauer s'installe à Zagreb pour se lancer dans le cinéma. En 1949, il est réalisateur de documentaires et fait également des courts métrages de fiction. En 1953, Bauer réalise son premier long métrage intitulé Sinji galeb. Au cours de cette période, les cinéastes réfléchissent beaucoup sur l'expérience de la guerre et ses conséquences. Le troisième long métrage de Bauer, Ne okreći se sine, sorti en 1956, explore la tragique dimension humaine de la guerre et reçoit un grand soutien de la critique. Il est notamment cité par le critique Jurica Pavičić comme le meilleur film de guerre yougoslave des années 1950, ainsi que comme l'un des meilleurs longs métrages de Bauer. 
On peut citer d'autres films notables tels que Lice u licem, le premier film politique de Yougoslavie, ou encore Tri Ane.
Le dernier film de Bauer, Boško Buha (1978), n'a pas été aussi bien accueilli que ses films précédents. Le réalisateur n'a réalisé aucun film entre 1978 et 2002, année de son décès. Récemment, plusieurs critiques ont commencé à revoir ses films et à les introduire en tant qu’œuvres précieuses de la production cinématographique de Croatie.
Bauer a obtenu le prix Vladimir-Nazor dans la catégorie cinéma en 1980.

## Filmographie

### Documentaires
- 1950 : Nasa djeca
- 1952 : Zagorje slavi
- 1953 : Dani slave
- 1954 : Prva revija domaceg filma
- 1955 : Vesna

### Longs métrages
- 1953 : Sinji galeb (sh)
- 1955 : Milioni na otoku
- 1956 : Traqués par les SS (sh) (Ne okreći se, sine)
- 1957 : Samo ljudi (sh)
- 1959 : Tri Ane (sh)
- 1961 : Martin u oblacima (sh)
- 1962 : Prekobrojna (sh)
- 1963 : Licem u lice (sh)
- 1964 : Nikoletina Bursać (sh)
- 1965 : Doći i ostati (sh)
- 1967 : Četvrti suputnik (sh)
- 1975 : Zimovanje u Jakobsfeldu (sh)
- 1976 : Salaš u Malom Ritu (sh)
- 1978 : Boško Buha (sh)

### Série télévisée
- 1976 : Salaš u Malom Ritu

## Récompenses
| Année | Prix                           | Catégorie                              | Film                    |
| ----- | ------------------------------ | -------------------------------------- | ----------------------- |
| 1956  | Grande Arène d'or              | Meilleur film                          | Ne okreći se sine       |
| 1963  | Grande Arène d'or Arène d'or   | Meilleur film Meilleur réalisateur     | Licem u lice            |
| 1975  | Arène d'argent                 | Meilleur film                          | Zimovanje u Jakobsfeldu |
| 1976  | Arène d'argent Arène de bronze | Meilleur scénario Meilleur réalisateur | Salaš u Malom Ritu      |